# Jerez de la Frontera
Jerez de la Frontera là một đô thị trong tỉnh Cádiz, Tây Ban Nha. Dân số năm 2007 là 202.687 người. 
Thành phố nằm ở phía tây nam Tây Ban Nha, ở ngay giữa Đại Tây Dương và dãy núi Cádiz. Tính đến năm 2015, thành phố này lớn nhất trong tỉnh, đã có 212.876 dân; nó là thành phố lớn thứ năm ở Andalusia. Nó đã trở thành trung tâm giao thông vận tải của tỉnh, vượt qua Cádiz, thủ phủ của tỉnh, trong hoạt động kinh tế. Jerez de la Frontera, tính về diện tích đất đai, là khu đô thị tự quản lớn nhất trong tỉnh, và các khu vực đất màu mỡ xung quanh được canh tác. Ngoài ra còn có nhiều trại chăn nuôi gia súc và các hoạt động con ngựa sinh sản, cũng như một ngành công nghiệp rượu vang nổi tiếng thế giới (Xerez).
Hiện nay, Jerez, với 212.876 dân, là thành phố lớn thứ 25 ở Tây Ban Nha, lớn thứ 5 tại Andalusia và 1 ở tỉnh Cádiz. Nó thuộc về Hiệp hội đô thị của vịnh Cádiz (Mancomunidad de Municipios Bahía de Cádiz), các khu vực đô thị của vùng Andalusia lớn thứ 3 và thứ 12 ở Tây Ban Nha, với hơn 650.000 cư dân.

## Hình ảnh

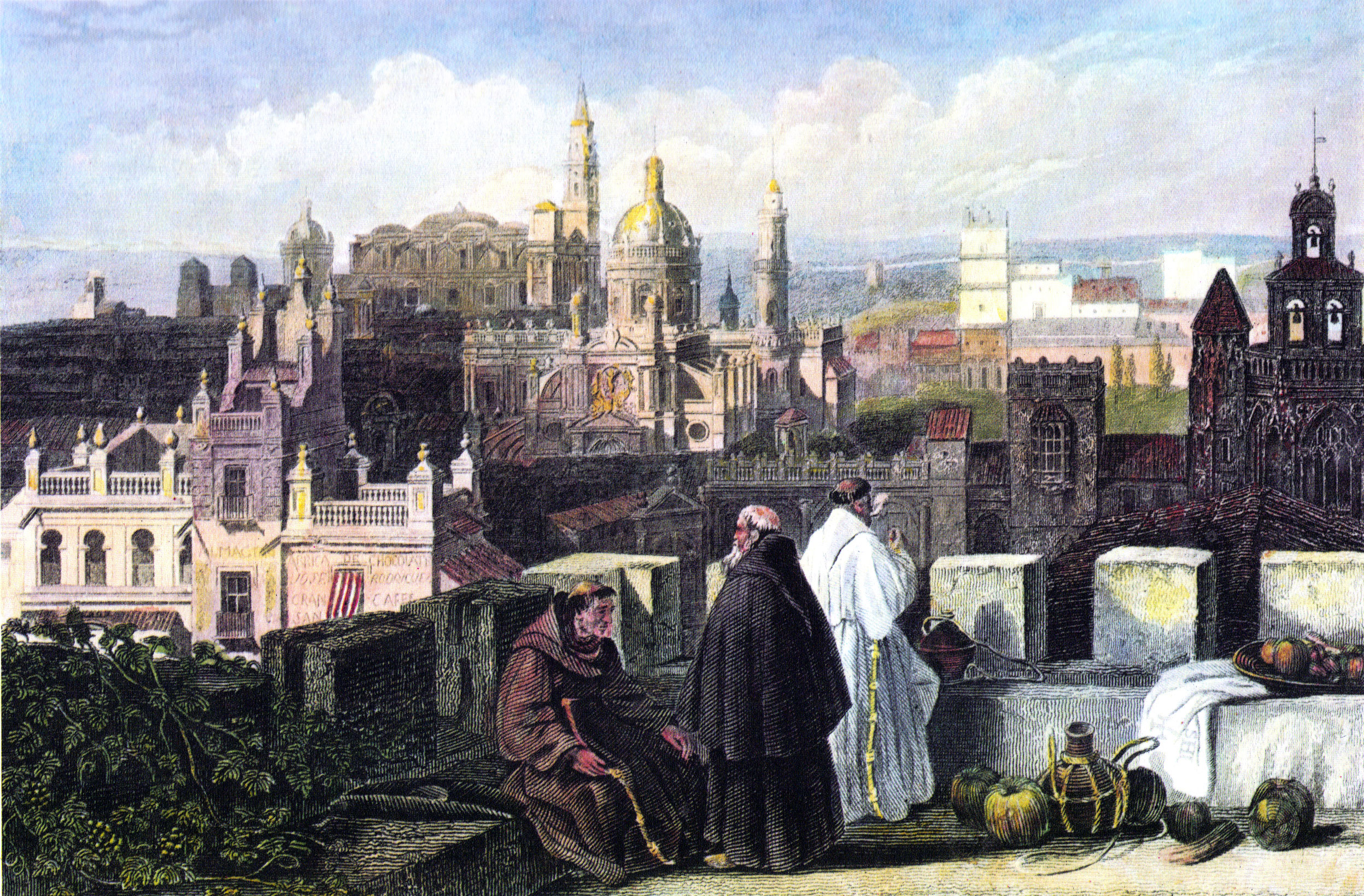
Jerez, 1835
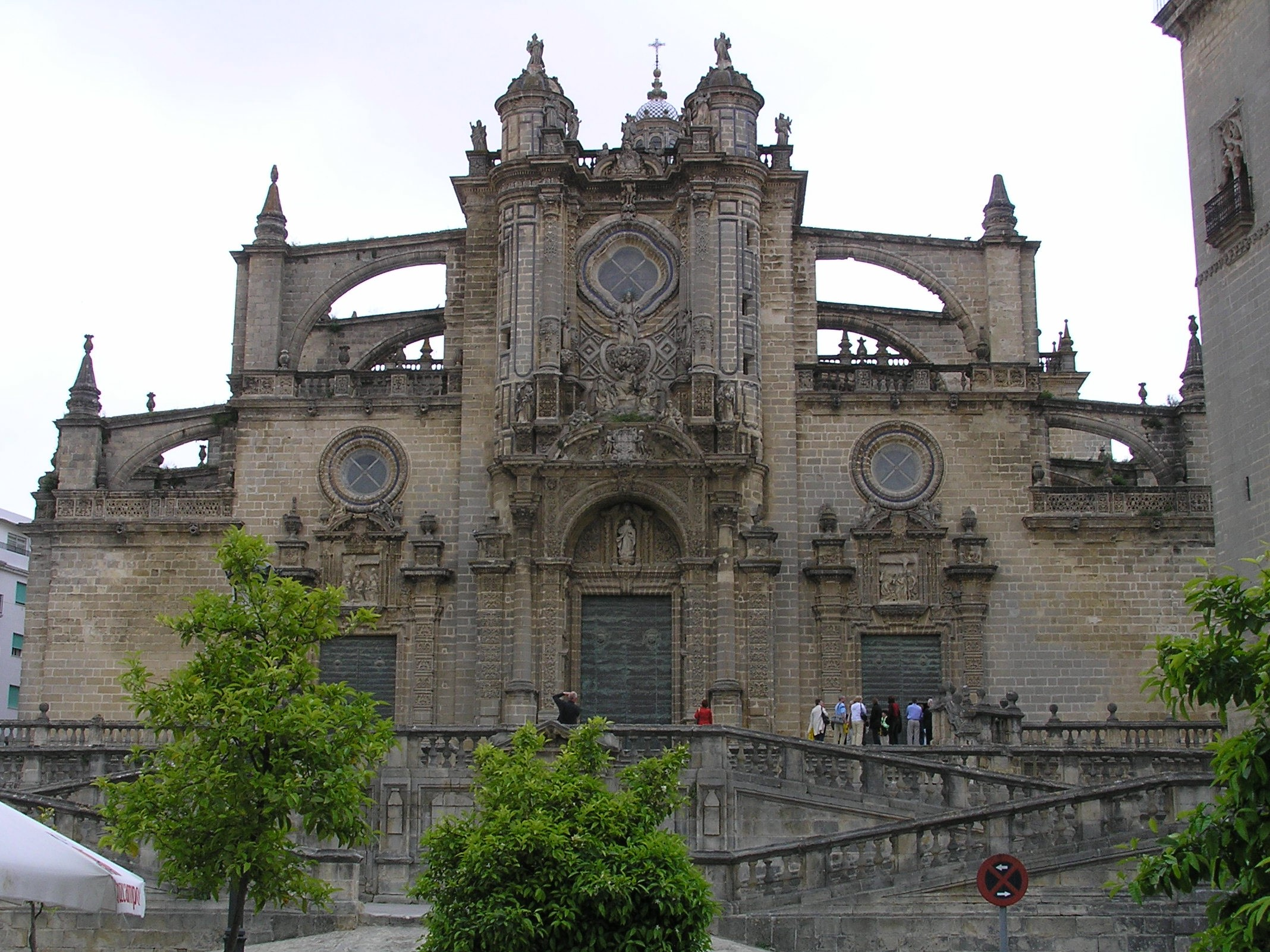
Cathedral of Jerez de la Frontera.
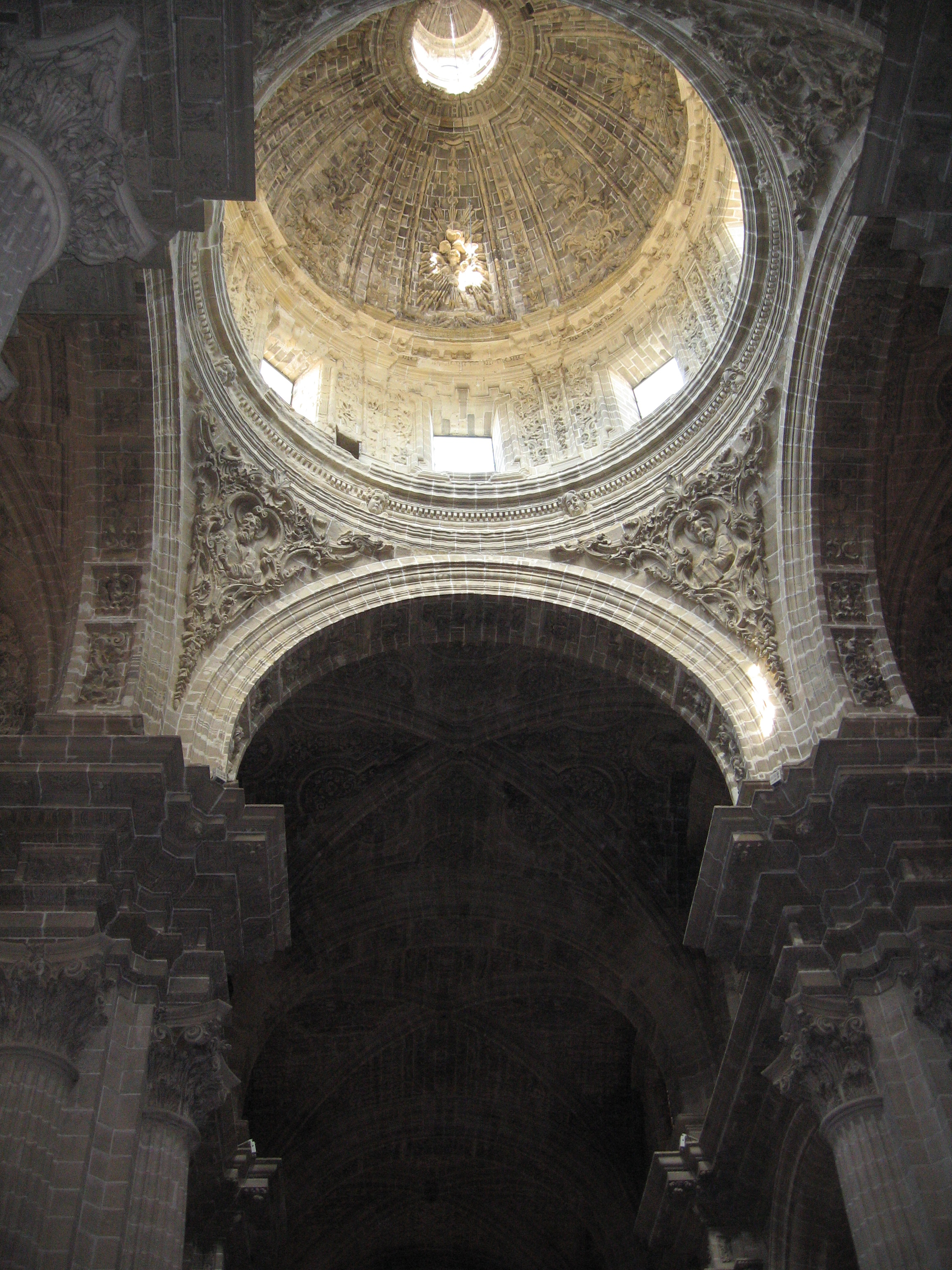
Inside the cathedral.
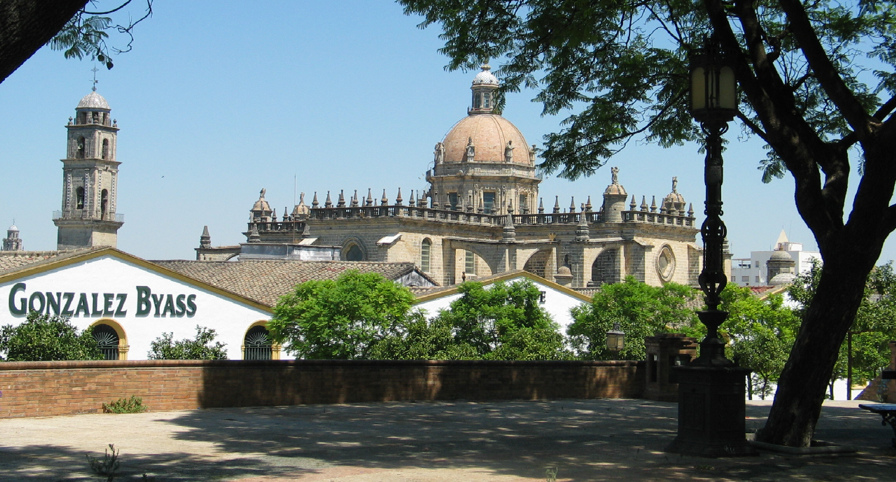
Cathedral Jerez.
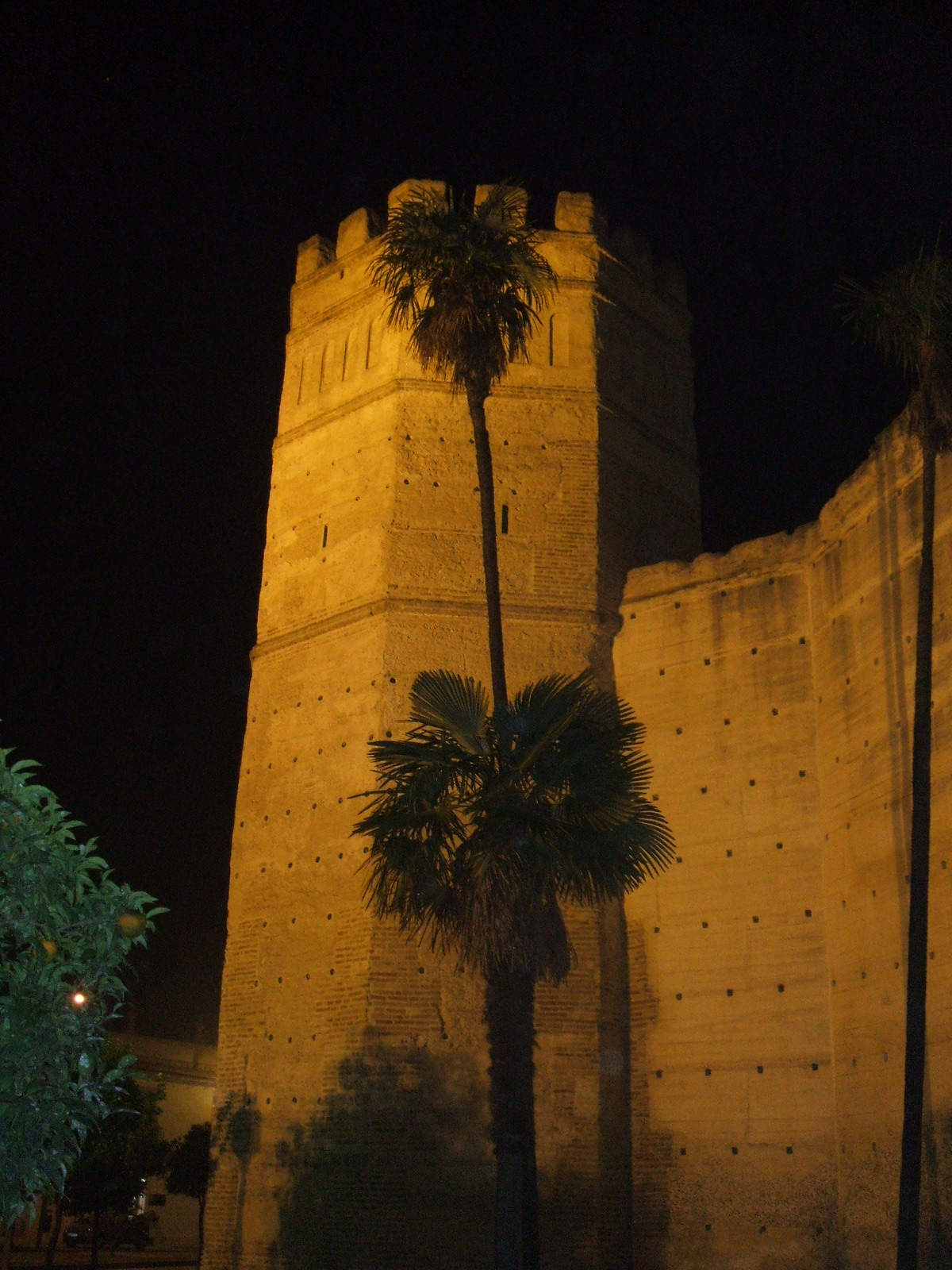
Alcazar.
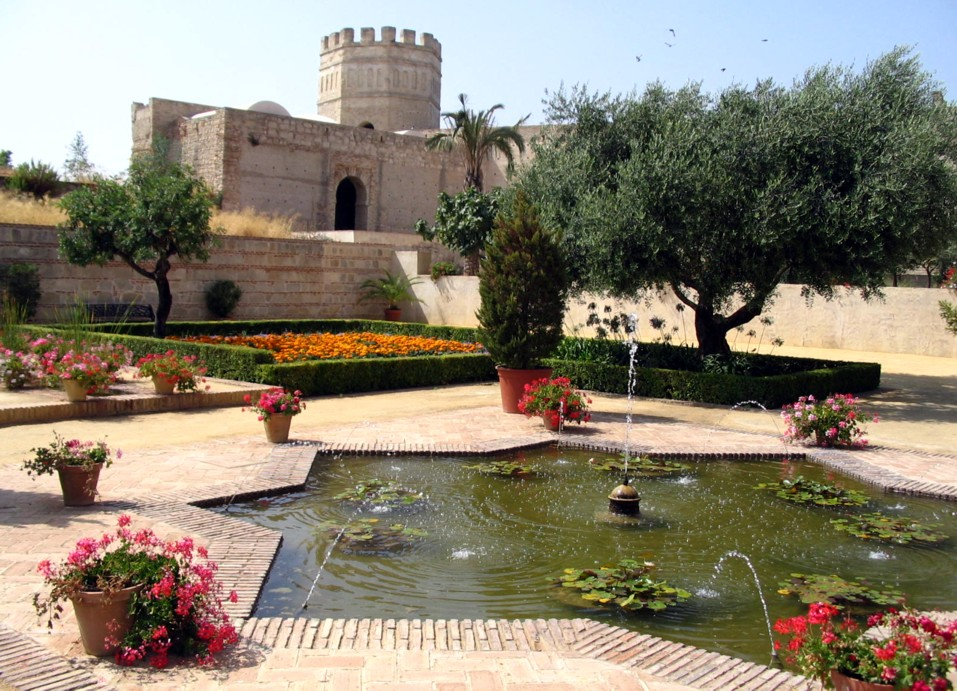
The Alcazar at Jerez.
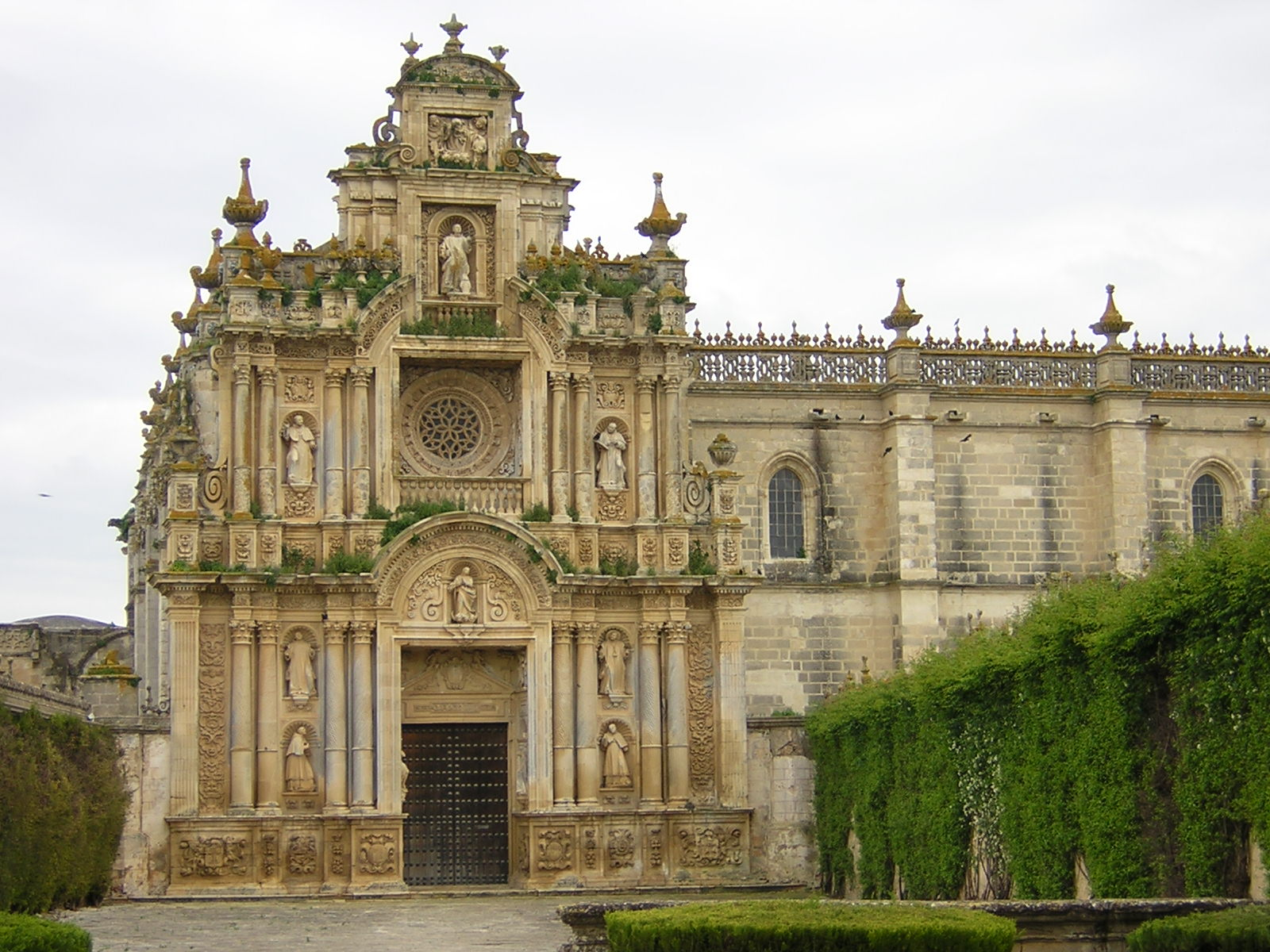
Façade of Cartuja de Nuestra Señora de la Defensión.
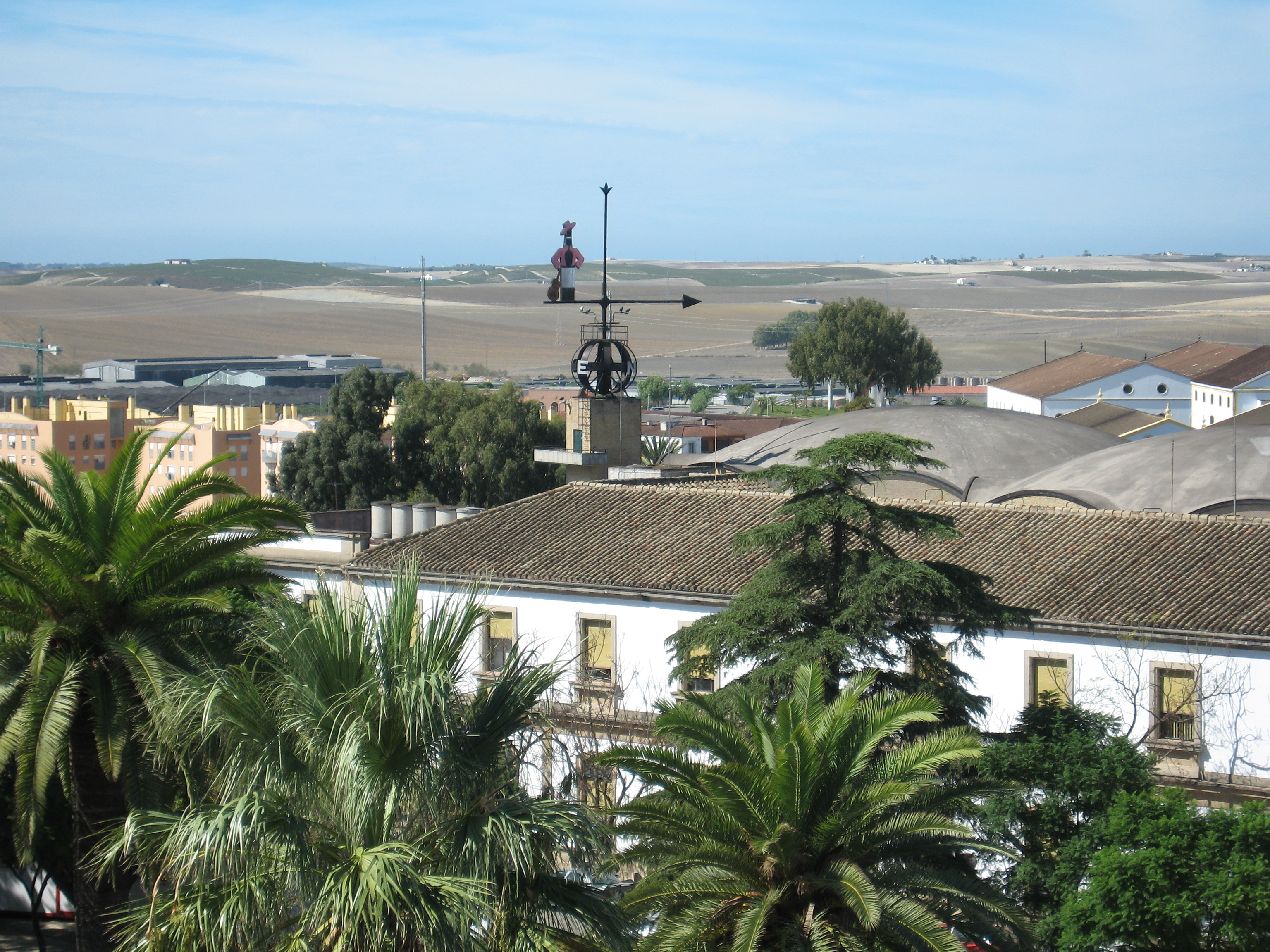
Surroundings
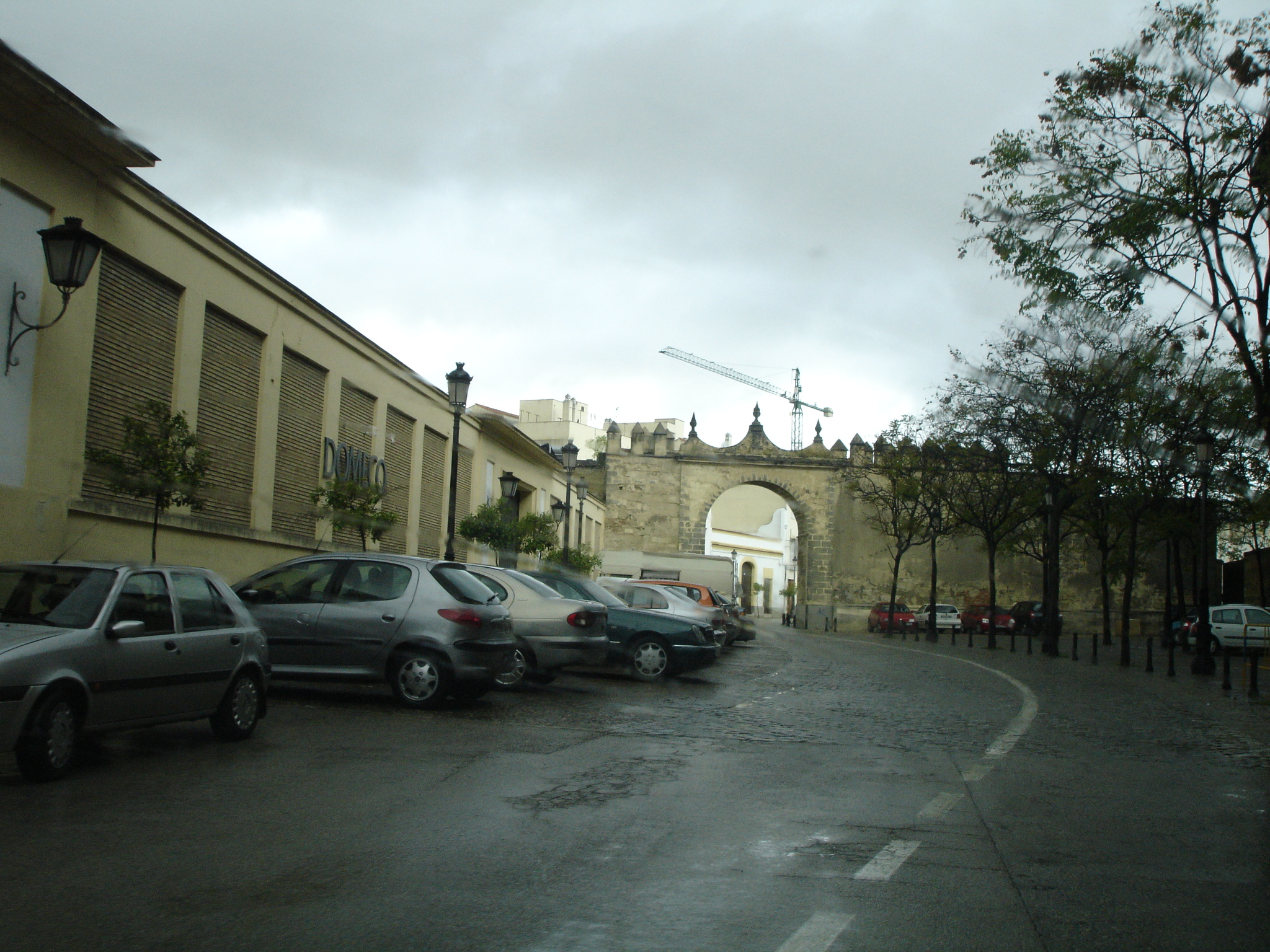
Gate in the wall
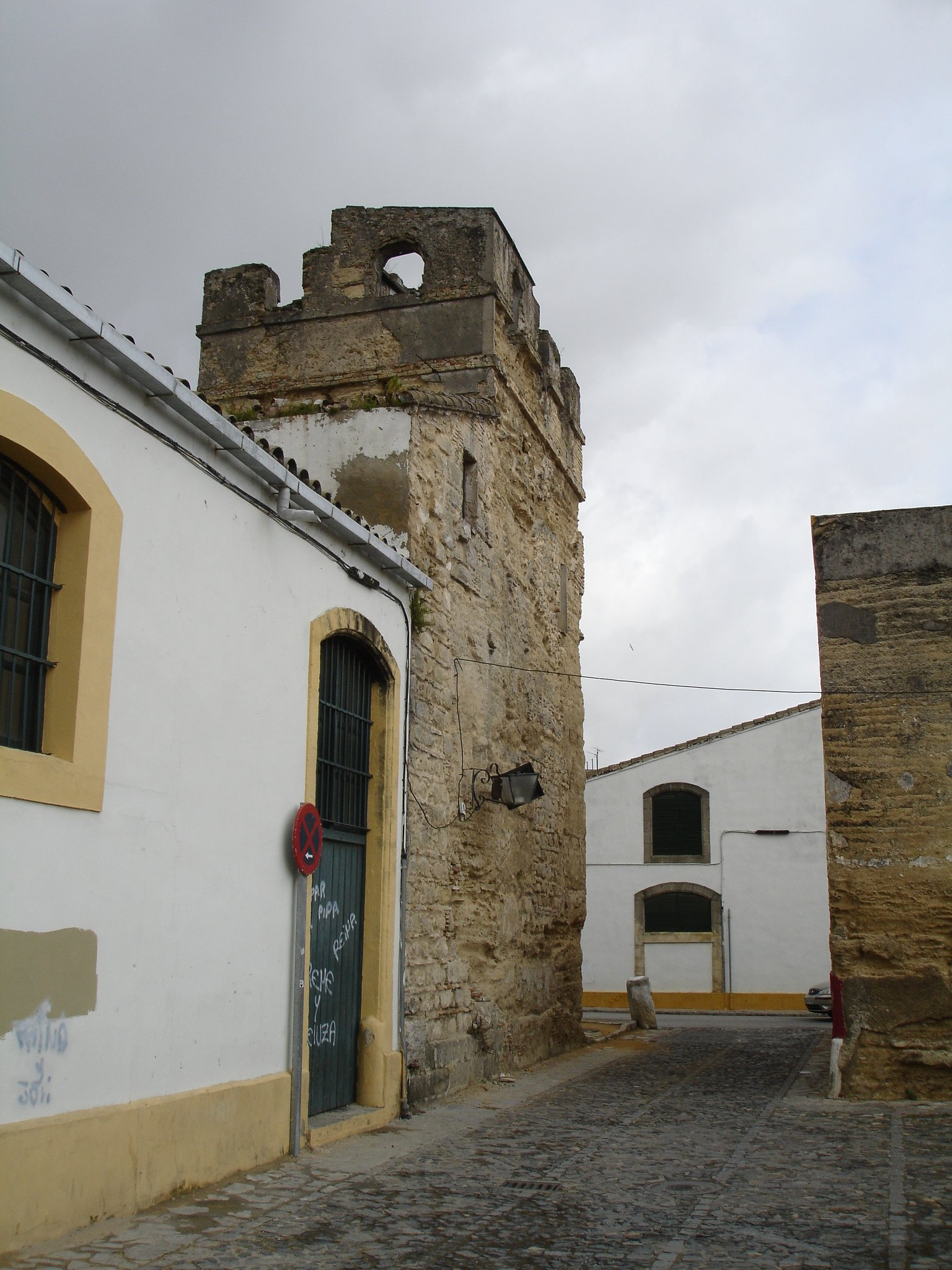
Wall
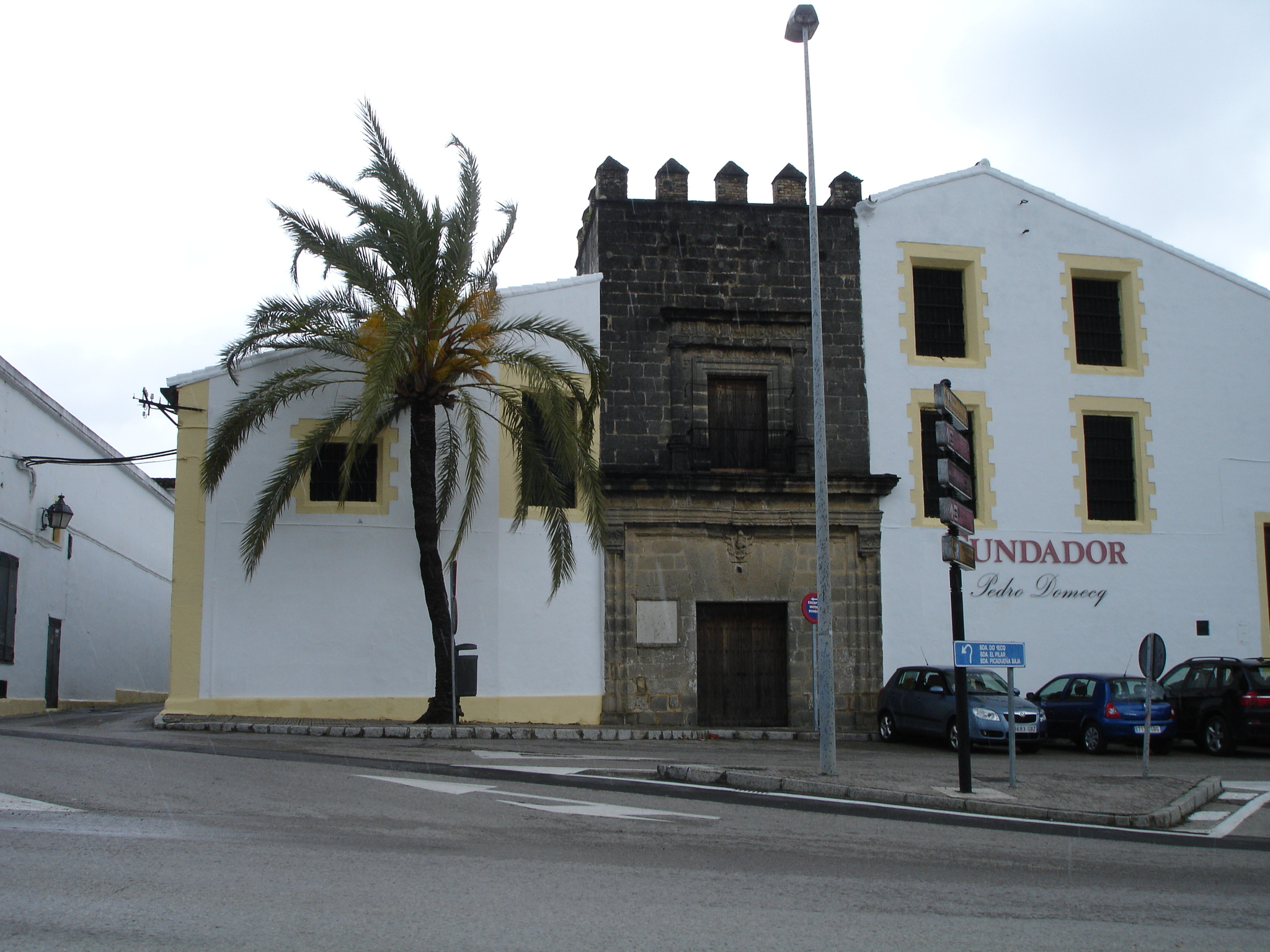
Bodega and tower
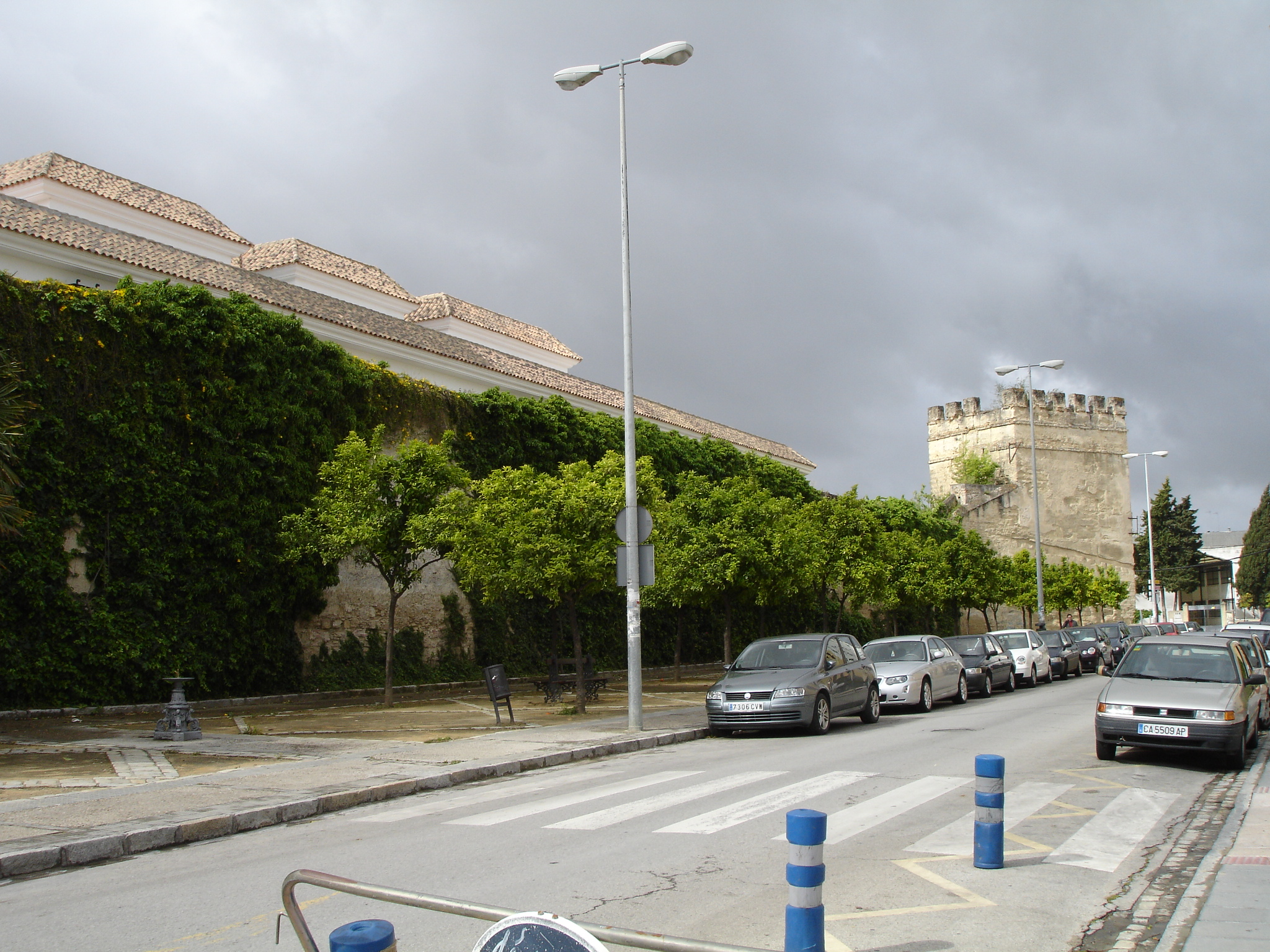
Old town wall
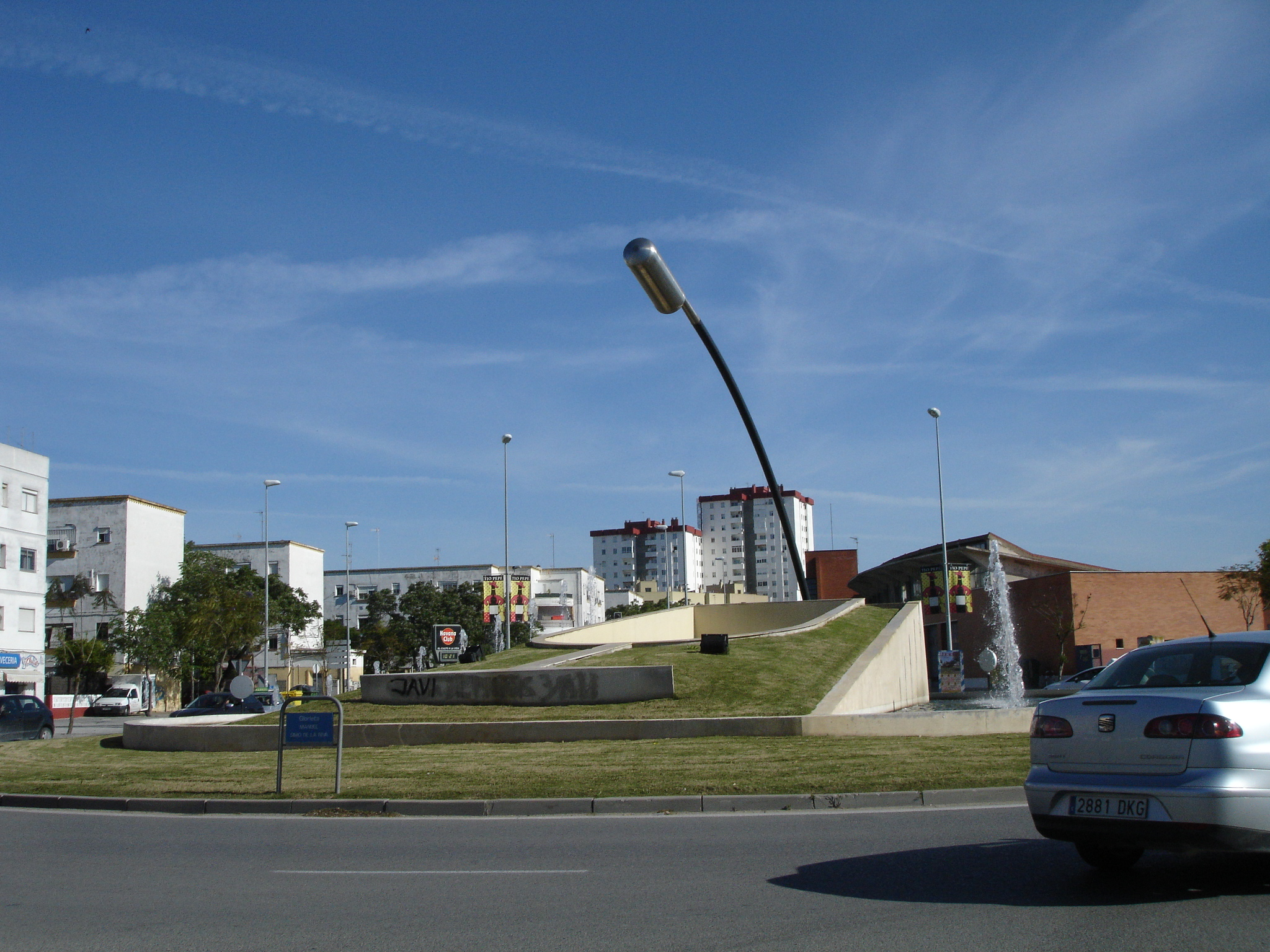
Sherry monument
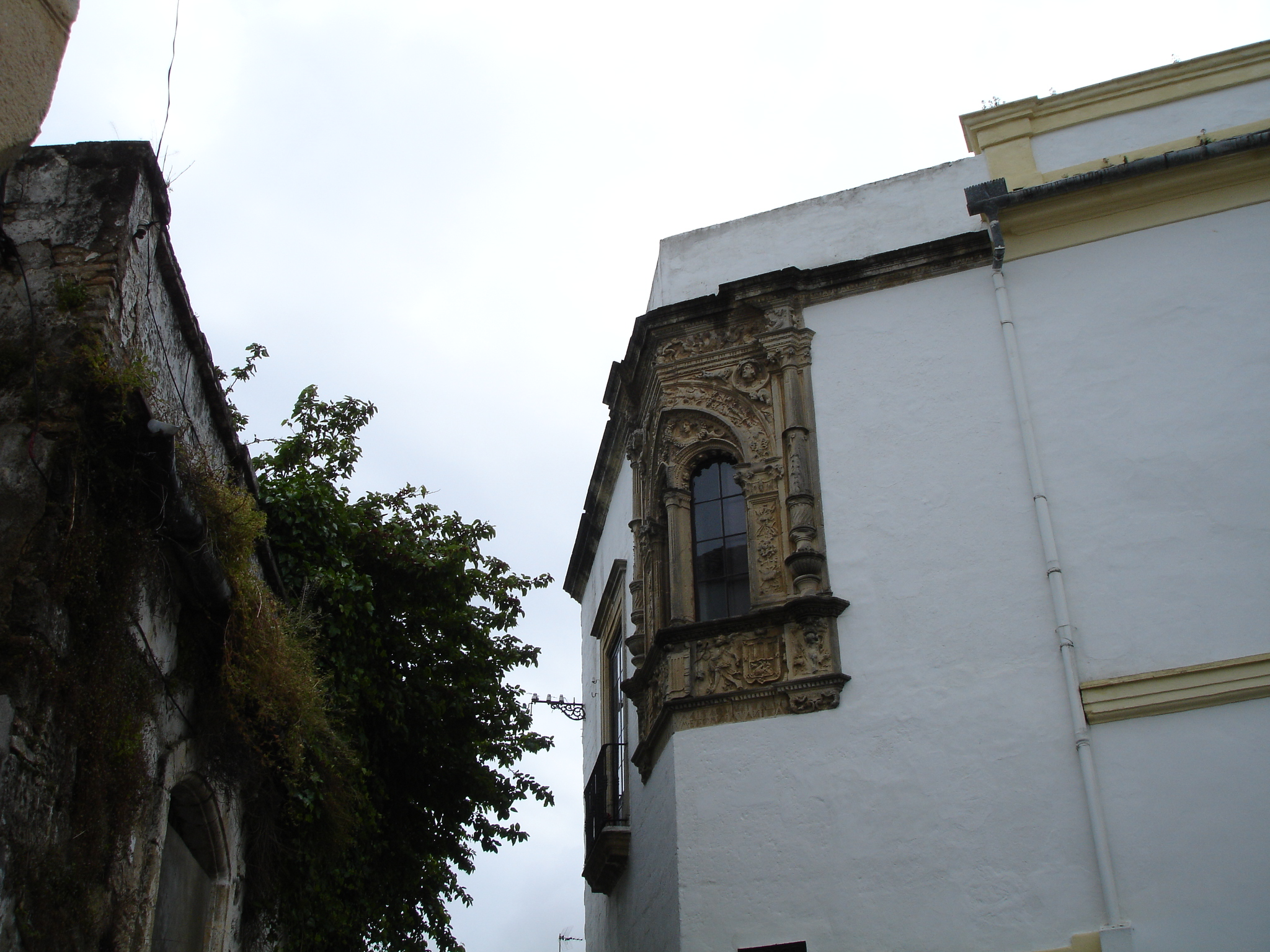
Palace window
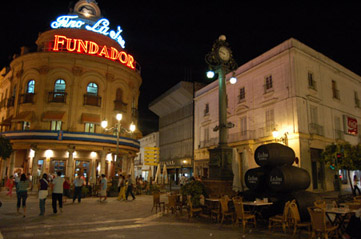
Jerez at night
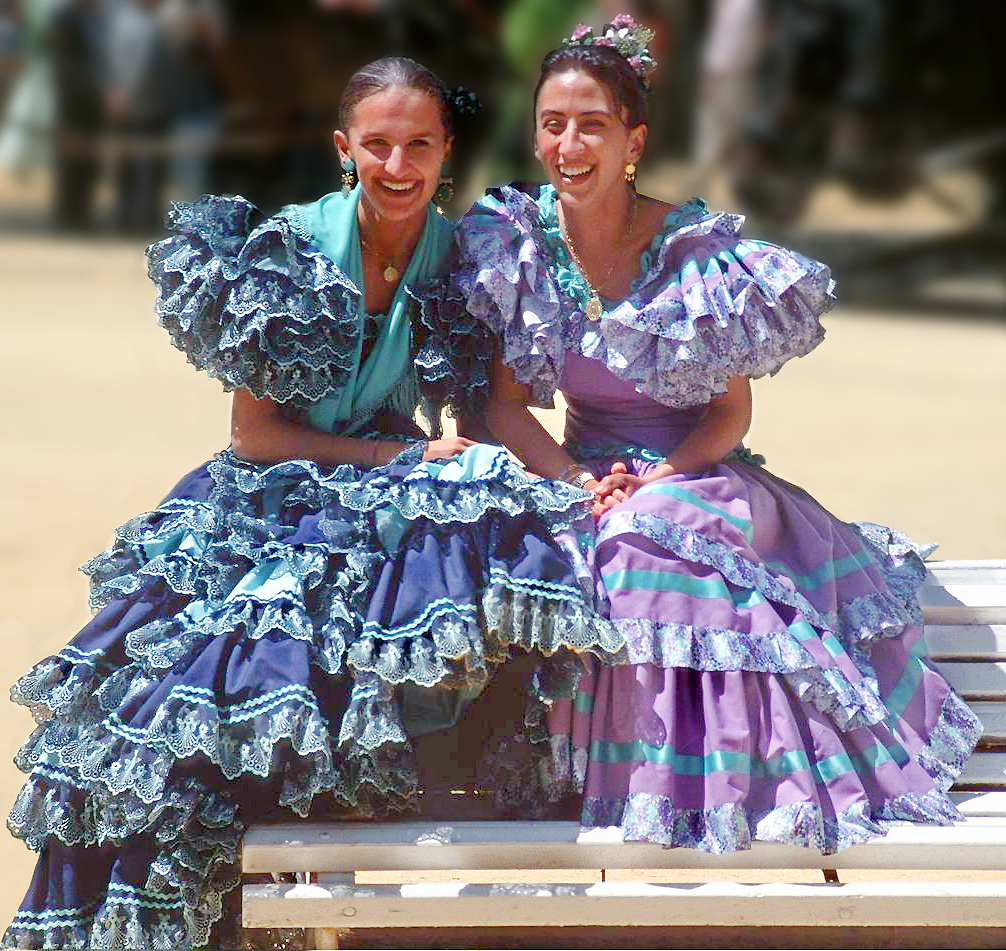
Jerez, Horse Fair
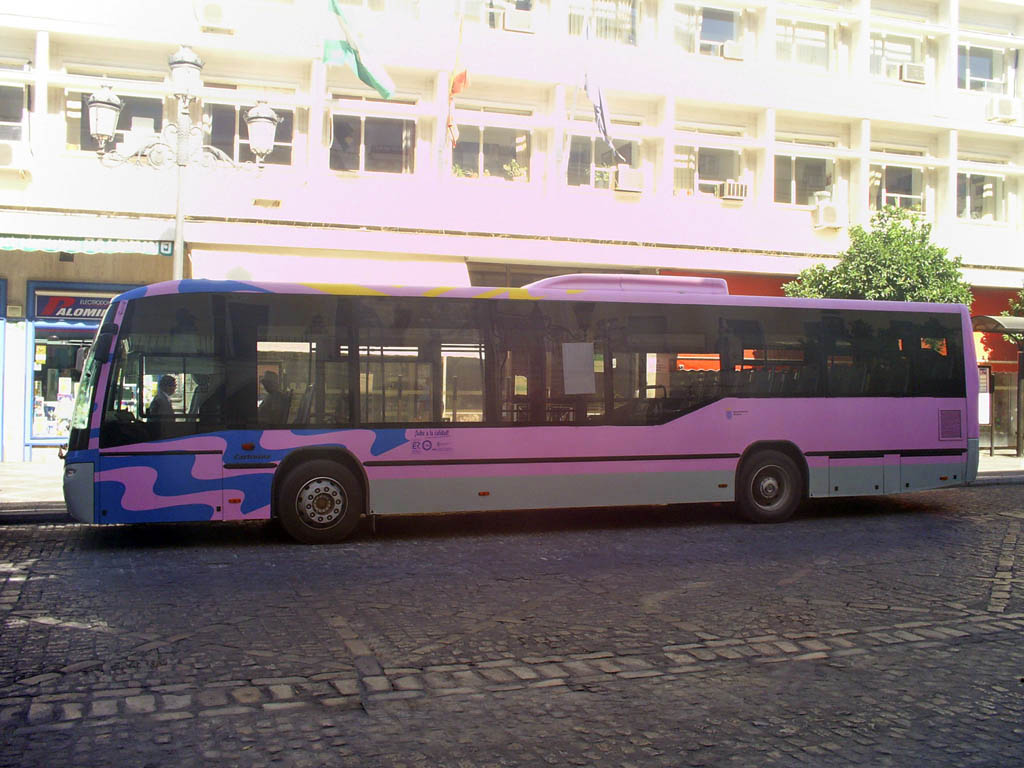
Jerez bus
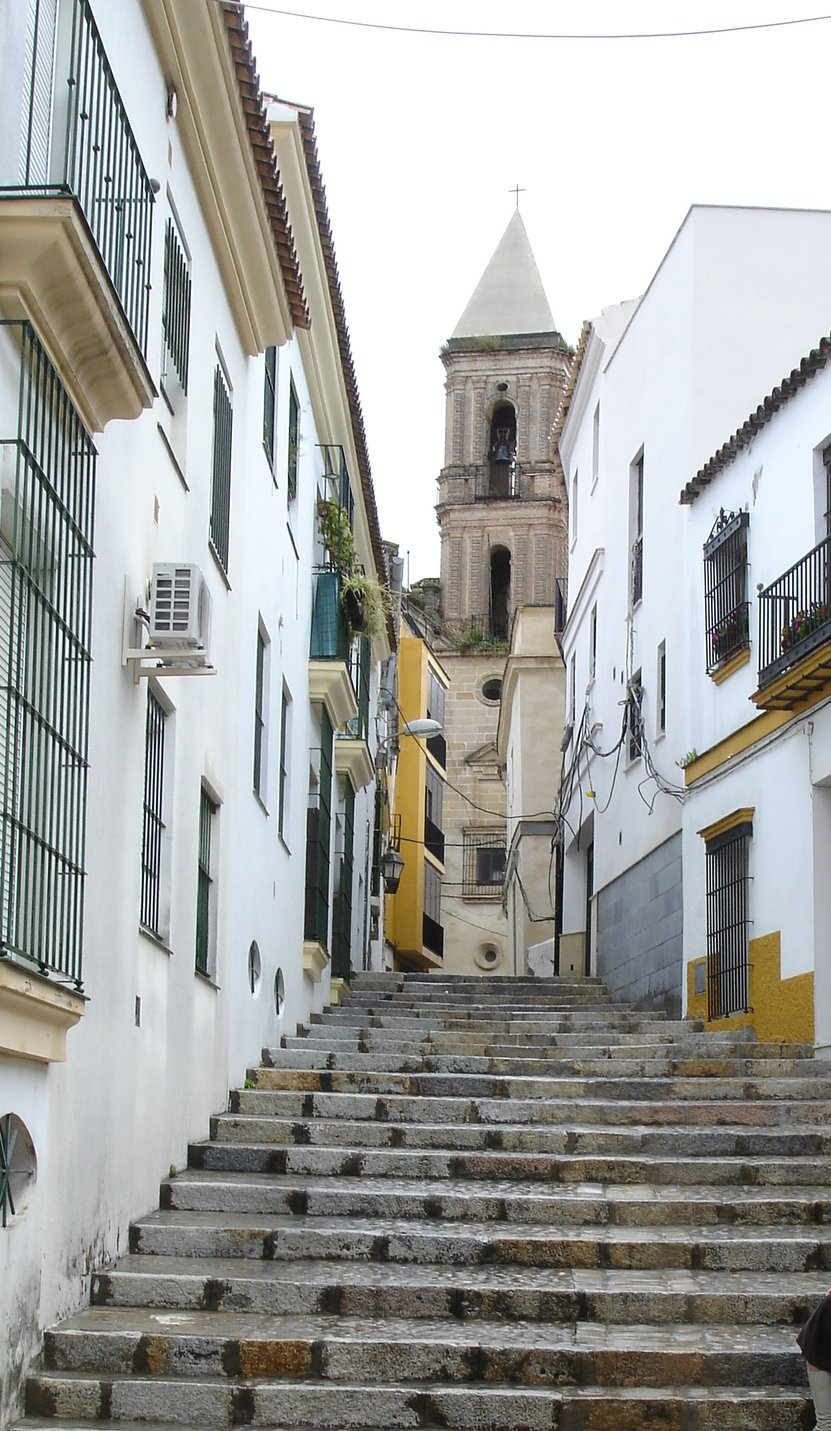
Church
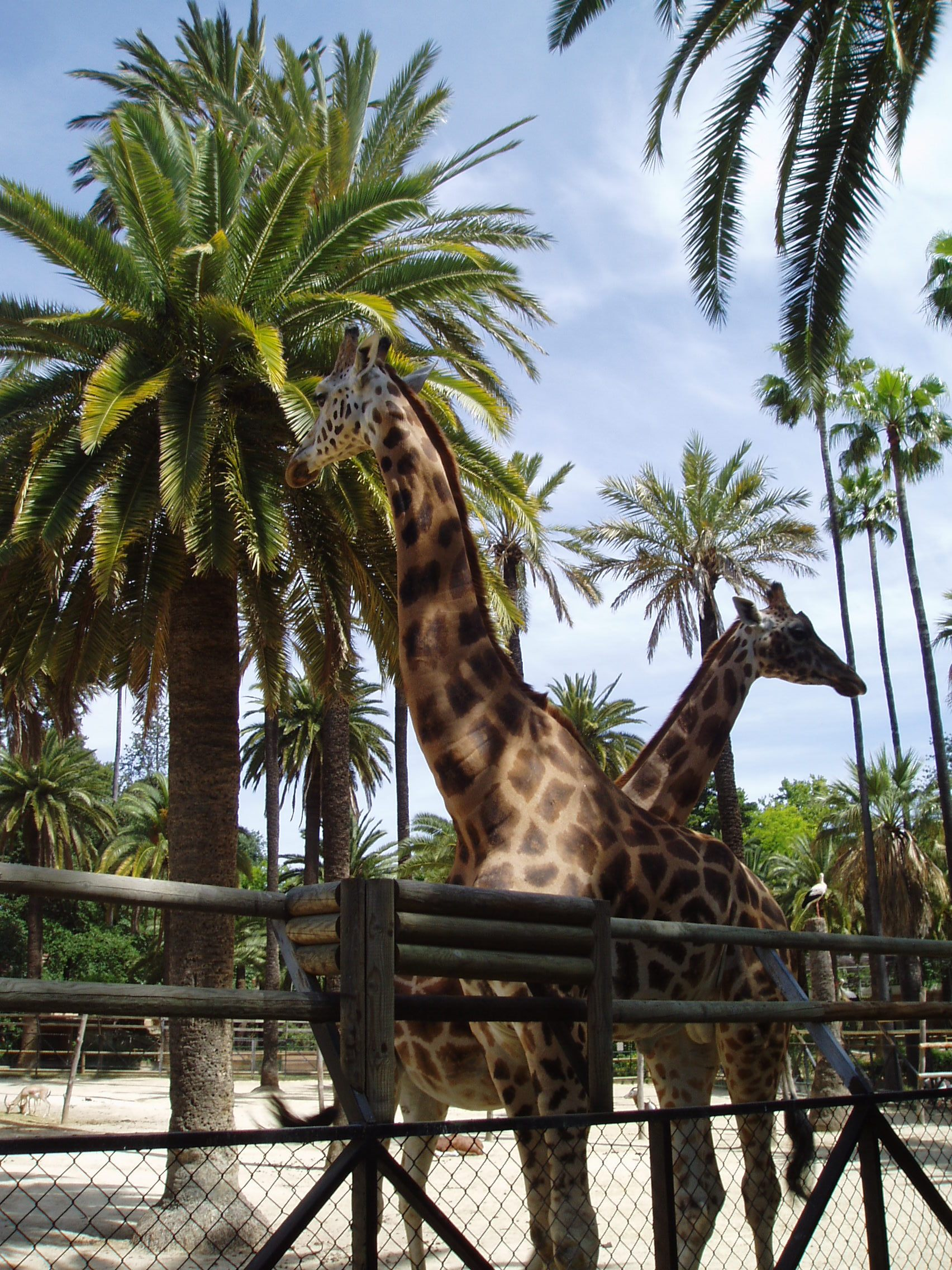
Zoo
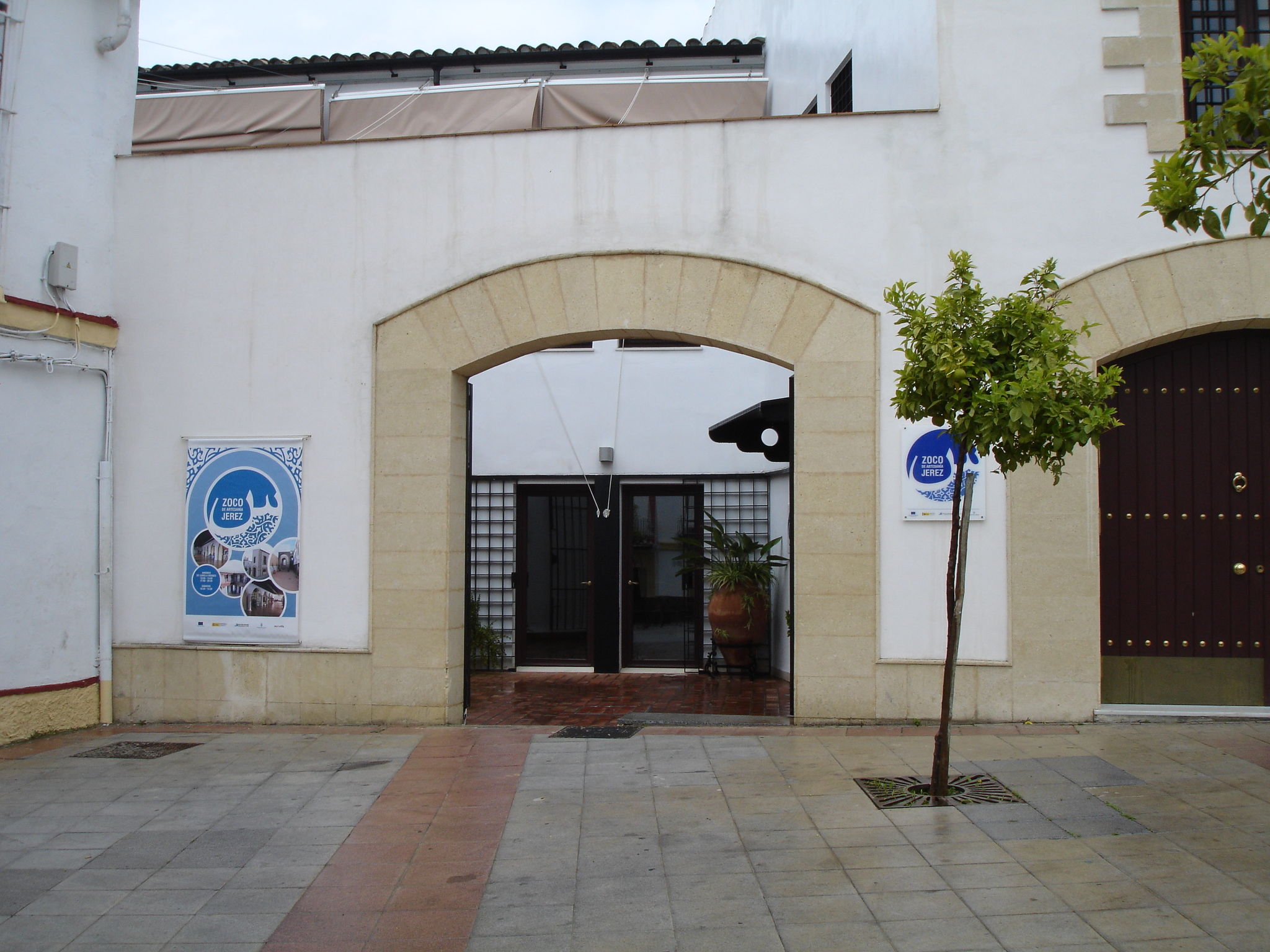
Zoco, handcraft market

## Những người nổi tiếng của Jerez
- Germán Álvarez Beigbeder
- Manuel Alejandro
- Mercedes Chilla
- Kiko (cầu thủ bóng đá)
- Lola Flores
- José Mercé
- Álvar Núñez Cabeza de Vaca
- Gerardo Núñez
- Miguel Primo de Rivera
- Mala Rodriguez
- Dani Güiza

## Thị trưởng của Jerez
Các thị trưởng của Jerez bao gồm :
- Julio González Hontoria (1905 –1907)
- Francisco de P. Velarde Beigbeder (1909)
- Juan Cortina de la Vega (1909)
- José M.a Fernández Gao (1909)
- Francisco Fernández del Castillo (1909)
- Conde de Puerto Hermoso (1910)
- Julio González Hontoria (1914)
- Pedro L. Lassaletta Crussoe (1915)
- Manuel Ant. de la Riva González (1916)
- Manuel Gutiérrez Quijano (1916)
- Julio González Hontoria (1916)
- Francisco Álvarez Antón (1917)
- Pedro Díaz López (1917)
- Marcelino Picardo Celis (1917)
- Pablo Porro Bermejo (1918)
- José García-Mier y Fdez. de los Ríos (1918)
- Diego Belarde Santisteban (1919)
- Dionisio García Pelayo y Cordoncillo (1920)
- Pedro Díaz López (1921)
- José González Pineda (1921)
- Dionisio García Pelayo y Cordoncillo (1923)
- Eduardo Freyre y García de Leaniz (1923)
- Marqués de Villamarta (1923)
- Federico de Isási y Dávila (1925)
- Enrique Rivera Pastor (1928)
- Juan J. Sánchez y Sánchez Balias (1930)
- Santiago Lozano Corralón (1930)
- Manuel Moreno Mendoza (1931)
- Francisco Germá Alsina (1931)
- Juan Narváez Ortega (1933)
- Manuel Diez Hidalgo (1935)
- Francisco Germá Alsina (1936)
- Antonio Oliver Villanueva (1936)
- Ramón García-Pelayo (1958)
- Tomás García Figueras (1958-1965)
- Miguel Primo de Rivera y Urquijo (1965-1971)
- Manuel Cantos Ropero (1971-1976)
- Jesús Mantaras García-Figueras (1976-1978)
- José Pérez Luna (1978)
- Juan Manuel Corchado Moreno (1978-1979)
- Jerónimo Martínez Beas (1979)
- Pedro Pacheco Herrera, PA/PSA (1979-2003)
- María José García-Pelayo Jurado, PP (2003-2005)
- Pilar Sánchez Muñoz, PSOE (2005-Today)

## Dân số
| 1999    | 2000    | 2001    | 2002    | 2003    | 2004    | 2005    | 2006    | 2007    |
| ------- | ------- | ------- | ------- | ------- | ------- | ------- | ------- | ------- |
| 182.660 | 183.677 | 185.091 | 187.087 | 191.002 | 192.648 | 196.275 | 199.544 | 202.687 |

Source: INE (Spain)

## Thành phố kết nghĩa
- Arles,  Pháp
- Sevilla,  Tây Ban Nha
- Kiyosu,  Nhật Bản